# Susank (Kansas)
Pour les articles homonymes, voir Susank.
Susank est une ville américaine située dans le comté de Barton, au Kansas. Selon le recensement de 2020, sa population est de 31 habitants.